# Zeitfalle
Als Zeitfalle wird im Bereich des Technologie- und des Innovationsmanagements die ungünstige Situation bezeichnet, in die ein Follower (Nachzügler) im Technologiewettbewerb aufgrund seines verspäteten Markteintritts geraten kann.

## Zeitwettbewerb und Zeitfalle

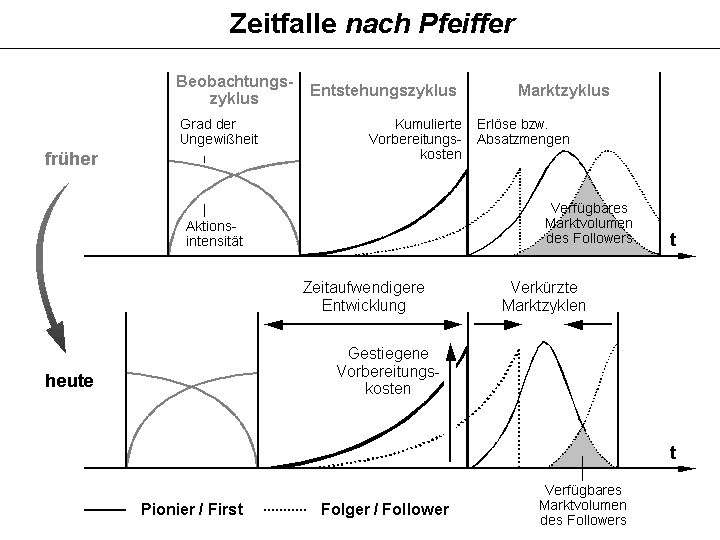
Follower in der Zeitfalle (nach Pfeiffer)

Grundsätzlich lassen sich in Bezug auf den Markteintritt die Pionier- oder Firstposition einerseits und die Folger- oder Followerposition andererseits unterscheiden. Bei Pionierunternehmen steht einem Neuprodukt zum Zeitpunkt der Markteinführung kein technisch vergleichbares Konkurrenzprodukt gegenüber.
Ein Followerunternehmen kommt mit einem vergleichbaren Produkt erst später auf den Markt. Unter den veränderten Rahmenbedingungen, wie sie seit den 1980er Jahren in zahlreichen Industriebranchen bestehen, droht Nachzüglern nach Pfeiffer und Weiß eine gefährliche Zeitfalle. Sie nennen drei maßgebliche Trends:
1. Verkürzte Marktzyklen („Marktzykluskontraktion“)
2. „Explodierende“ Vorbereitungskosten
3. Komplexere Forschungs- und Entwicklungsprozesse und damit längere Zeiträume zwischen frühen Forschungsaktivitäten und dem Erreichen der Serienreife („Entstehungszyklus-Expansion“)

Kurz: Erhöhte Entwicklungskosten verlängern die Amortisationszeit für neue Produkte, gleichzeitig werden die Zeitfenster für eine erfolgreiche Vermarktung kürzer.
Unter derartigen Rahmenbedingungen wiegen die Nachteile einer Folgerposition besonders schwer:
- Angebotsseitige Nachteile sind unter anderem der durch den Pionier aufgebaute Patentschutz sowie der fehlende Zugriff auf leistungsfähige Lieferanten bzw. die fehlende Einkaufsmacht. Erhebliche Nachteile entstehen dem Folger auf der Herstellkostenseite durch fehlende Erfahrungs- und Größeneffekte (Erfahrungskurve).
- Nachfrageseitige Nachteile sind z. B. die beträchtlich kleineren Marktanteile des Nachzüglers und das kleinere insgesamt verfügbare Marktvolumen. Auch entgehen dem Folger Preisprämien, mit denen frühe Käufer neuer Produkte Pionierunternehmen in frühen Marktphasen belohnen.[5]

## Unternehmen in der Zeitfalle (Beispiele)
- Mitte der 2000er Jahre rutschte der deutsche Fernsehhersteller Loewe in eine tiefe Krise, weil man dort den Trend zu Flachbildschirm-Fernsehern weitgehend verschlafen hatte.[6] Befreien konnte sich Loewe aus der Zeitfalle mit Hilfe des japanischen Flachbildschirmherstellers Sharp, der Ende 2004 seine Kapitalbeteiligung an Loewe erhöhte und frisches Kapital von 15 Millionen Euro zuführte, die in den Umbau der Produktpalette investiert werden konnten.[7]
- US-Autohersteller wie General Motors und Ford verfügten 2008 kaum über marktreife sparsame Pkw-Modelle für den US-Markt. Angesichts einer deutlichen Nachfrageänderung zu Lasten von SUVs (Sport Utility Vehicles) und zu Gunsten von kleinen effizienteren Pkw befinden sich die US-Hersteller in einem „Wettlauf mit der Zeit“.[8]
- Der Halbleiterhersteller Infineon scheiterte als Nachzügler auf dem Markt für Flash-Speicherchips. 2003 wurde für die Entwicklung und Produktion von Flash-Speichern ein Joint Venture mit Saifun Semiconductors gegründet.[9] Der ausgegliederte Infineon-Speicherchipbereich Qimonda erreichte 2007 aber lediglich einen Anteil von 0,1 Prozent am Flashspeicher-Weltmarkt.[10] Im April 2008 kündigte Qimonda an, sich aus der Entwicklung von Flash-Speicherchips zurückzuziehen.[11]
- Ein weiteres Beispiel für eine Zeitfallensituation ist der Handyhersteller Nokia im Marktsegment der Smartphones: Die Finnen dominierten jahrelang u. a. mit der Communicator-Baureihe den Markt, verschliefen aber den Trend weg von der Tastatur hin zum Touchscreen bei gleichzeitiger Erhöhung der Bedienungsfreundlichkeit. Seit seiner Markteinführung 2007 gilt Apples iPhone als Benchmark. Nokia-Chef Stephen Elop formulierte die Kritik am eigenen Unternehmen im April 2011 so: „Das iPhone erschien 2007 und wir haben noch immer kein Produkt, das ihm annähernd ebenbürtig ist“.[12]

## Innovation als Weg aus der Zeitfalle
Das verspätete Angebot technisch ähnlicher Produkte (Me-too-Strategie) bietet Nachzüglern wenig Chancen, aus einer Zeitfalle auszubrechen. Aussichtsreich ist dagegen die Strategie, erfolgreiche Pionierunternehmen mit technisch deutlich verbesserten Produkten anzugreifen und zu überholen.
- 1980 führte Dornier Medizintechnik als Pionier den ersten Nierensteinzertrümmerer (Lithotripter) in den Markt ein. Siemens Medizintechnik konterte erst 1986 mit einem völlig anderen Lithotripter. Die „Dornier-Badewanne“ wurde durch eine trockene Ankopplung beim Siemens-Gerät ersetzt. Die Betriebskosten konnten deutlich gesenkt werden und mehr Patienten in kürzeren Intervallen behandelt werden.[14]
- Auf dem Markt für Langstreckenflugzeuge für ca. 300 Passagiere befindet sich Airbus gegenüber Boeing in einer Zeitfallensituation. Ungeachtet der Verzögerungen der Erstauslieferung lagen Boeing Mitte 2008 rund 900 Bestellungen für das neue Modell B 787 (Dreamliner) vor.[15] Airbus dagegen konnte das Konkurrenzprodukt zum Boeing Dreamliner, den A 350 XWB, erst ab Dezember 2014 ausliefern. Entscheidende Bedeutung für den Markterfolg des A 350 XWB wird der technische Innovationsgrad haben. Dies wurde 2006 deutlich, als Airbus den vorherigen Plan aufgab, bereits 2010 einen A 350 anzubieten, der aber gegenüber den Vorgängermodellen A 330 und A 340 nur relativ wenig Verbesserungen gebracht hätte. Nach starken Kundenprotesten änderte Airbus die A-350-Strategie. Der A 350 XWB bekommt neue Tragflächen, stärkere Triebwerke und einen breiteren Rumpf (XWB = Extra Wide Body).[16]